# Tirynthia
Tirynthia là một chi bướm ngày thuộc họ Bướm nâu.